# Condé-sur-Suippe
 Condé-sur-Suippe  là một xã ở tỉnh Aisne, vùng Hauts-de-France thuộc miền bắc nước Pháp.